# Division d'Honneur 1921-22
La Primera División de Bélgica 1921/22 fue la 22.ª temporada de la máxima competición futbolística en Bélgica.

## Tabla de posiciones
| Pos | Equipo                      | PJ | PG | PE | PP | GF | GC | Pts | DG  | Notas                               |
| --- | --------------------------- | -- | -- | -- | -- | -- | -- | --- | --- | ----------------------------------- |
| 1   | Beerschot                   | 26 | 17 | 5  | 4  | 54 | 23 | 39  | +31 |                                     |
| 2   | Royale Union Saint-Gilloise | 26 | 15 | 9  | 2  | 51 | 17 | 39  | +34 |                                     |
| 3   | Royal Antwerp FC            | 26 | 15 | 7  | 4  | 52 | 31 | 37  | +21 |                                     |
| 4   | Racing Club de Bruxelles    | 26 | 11 | 10 | 5  | 45 | 28 | 32  | +17 |                                     |
| 5   | Standard Club Liégeois      | 26 | 11 | 6  | 9  | 45 | 33 | 28  | +12 |                                     |
| 6   | C.S. Brugeois               | 26 | 11 | 6  | 9  | 43 | 39 | 28  | +4  |                                     |
| 7   | RC de Malines               | 26 | 10 | 6  | 10 | 41 | 43 | 26  | -2  |                                     |
| 8   | Daring Club de Bruxelles    | 26 | 10 | 6  | 10 | 28 | 32 | 26  | -4  |                                     |
| 9   | R.F.C. Brugeois             | 26 | 8  | 8  | 10 | 38 | 42 | 24  | -4  |                                     |
| 10  | R.C.S. Verviétois           | 26 | 6  | 7  | 13 | 27 | 47 | 19  | -20 |                                     |
| 11  | La Gantoise                 | 26 | 7  | 5  | 14 | 30 | 50 | 19  | -20 |                                     |
| 12  | S.C. Anderlechtois          | 26 | 4  | 10 | 12 | 27 | 42 | 18  | -15 |                                     |
| 13  | RC de Gand                  | 26 | 5  | 7  | 14 | 27 | 47 | 17  | -20 | Descenso a la División de Promoción |
| 14  | FC Malinois                 | 26 | 5  | 2  | 19 | 33 | 69 | 12  | -36 | Descenso a la División de Promoción |

Beerschot y Union Saint-Gilloise finalizaron la temporada con la misma cantidad de puntos, por lo tanto, debían jugar un partido para definir al campeón de la temporada, este fue ganado por el Beerschot 2-0.
PJ = Partidos jugados; PG = Partidos ganados; PE = Partidos empatados; PP = Partidos perdidos; GF = Goles a favor; GC = Goles en contra; Pts = Puntos; DG = Diferencia de goles